# Tàu điện ngầm vùng thủ đô Seoul tuyến 5
Tàu điện ngầm vùng thủ đô Seoul tuyến số 5 (Tiếng Hàn: 수도권 전철 5 호선 Sudogwon jeoncheol Ohoseon, Hanja: 首都圈 電鐵 5號線) là tuyến đường sắt điện diện rộng kết nối Seoul và Hanam-si, Gyeonggi-do. Tuyến này bao gồm Tàu điện ngầm Seoul tuyến 5 và Tuyến Hanam, kết nối ga Banghwa ở Gangseo-gu, tuyến chính kết thúc tại ga Hanam Geomdansan ở Hanam-si, Gyeonggi-do và tuyến nhánh kết thúc tại ga Macheon ở Songpa-gu, Seoul. Tất cả các phần đều nằm dưới lòng đất và cửa chắn sân ga được lắp đặt tại tất cả các nhà ga. Tổng chiều dài của tuyến là 60 km với 56 ga dọc tuyến do Tổng công ty Vận tải Seoul điều hành và quản lý. Màu được sử dụng cho tuyến là màu ■ Tím. Hướng di chuyển là bên phải.

## Lịch sử
- 27 tháng 6 năm 1990: Khởi công xây dựng tuyến tàu điện ngầm số 5.
- 15 tháng 11 năm 1995: Đoạn giữa Ga Singil ~ Ga Sang-dong chính thức hoạt động.
- 20 tháng 3 năm 1996: Đoạn giữa Ga Banghwa ~ Ga Kkachisan đi vào vận hành (không bao gồm  Ga Magok)
- 30 tháng 3 năm 1996: Hoạt động tuyến nhánh Macheon giữa Ga Gangdong ~ Ga Macheon.
- 12 tháng 8 năm 1996: Đoạn giữa Ga Kkachisan ~ Ga Yeouido được vận hành.
- 30 tháng 12 năm 1996: Khai thác đoạn giữa Ga Yeouido ~ Ga Singil và nối thông toàn tuyến.[4]
- 26 tháng 3 năm 1997: Đổi  tên nhà ga từ Ga Gwanghuimun thành Ga Cheonggu.
- 20 tháng 6 năm 2008: Mở Ga Magok.
- 29 tháng 10 năm 2009: Đổi tên nhà ga từ Ga Sân vận động Dongdaemun thành Ga Công viên Lịch sử và Văn hóa Dongdaemun[5]
- 18 tháng 12 năm 2014: Đổi tên ga từ Ga Wangsimni thành Ga Wangsimni (Văn phòng Seongdong-gu)[6]
- 26 tháng 12 năm 2019: Đổi  tên ga từ Ga Công viên Văn hóa và Lịch sử Dongdaemun thành Ga Công viên Văn hóa và Lịch sử Dongdaemun (DDP)[7]
- 8 tháng 8 năm 2020: Giai đoạn đầu của Tuyến Hanam (Ga Sang-dong ~ Ga Hanam Pungsan) được hoàn thành và thông xe (trừ Ga Gangil)
- 27 tháng 3 năm 2021: Hoàn thành giai đoạn hai của Tuyến Hanam (Ga Hanam Pungsan ~ Ga Hanam Geomdansan) và mở cửa ga Ga Gangil.
- 1 tháng 7 năm 2023: Ga Sân bay Quốc tế Gimpo mở lối chuyển sang Tuyến Seohae.

## Tổng quan
Đây là một tuyến xuyên tâm giúp cải thiện khả năng tiếp cận đến từng khu vực của thành phố bằng cách kết nối các khu vực Gangseo, trung tâm thành phố, Gangdong và Macheon của Seoul, là những điểm mù của tàu điện ngầm, ở phía đông và phía tây, đồng thời phân bổ nhu cầu giao thông đô thị cho vùng ngoại ô. Nó được xây dựng với mục đích làm cho khoảng cách gần có thể thực hiện được trong vòng 40 phút. Ngoại trừ khu depot, tất cả các đoạn đều nằm trong lòng đất và phần đi qua sông Hán được bắc qua đường hầm dưới lòng sông chứ không phải cầu. Vì khó có thể tạo ra một đường hầm rộng với công nghệ vào thời điểm đó, đường hầm dưới nước có dạng một hầm đôi một dòng với các đường lên xuống riêng biệt và nằm sâu hơn khoảng 25 m so với độ sâu của nước sông Hán. Đây cũng là tuyến đầu tiên ở Hàn Quốc giới thiệu hệ thống vận hành không người lái hoàn toàn tự động và hệ thống lái một người.

## Du lịch
Vào tháng 1 năm 2013, Tổng công ty đường sắt cao tốc đô thị Seoul, xuất bản sách hướng dẫn miễn phí gồm ba ngôn ngữ: Tiếng Anh, Tiếng Nhật và Tiếng Trung (giản thể và phồn thể), trong đó có tám tour du lịch cũng như đề xuất cho thuê phòng, nhà hàng và trung tâm mua sắm. Các chuyến du lịch được thiết kế với nhiều chủ đề khác nhau dọc theo tuyến tàu điện ngầm, ví dụ: Văn hóa truyền thống Hàn Quốc. Đi từ Ga Jongno 3-ga đến Ga Anguk và Ga Gyeongbokgung ở đó trưng bày cửa hàng đồ cổ và phòng trưng bày nghệ thuật của Insa-dong.

## Số ga
Số ga bắt đầu 510 tại Ga Banghwa, điểm xuất phát và kết thúc lúc 558 tại Ga Hanam Geomdansan, điểm dừng cuối cùng. Số ga cho đoạn tương ứng với tuyến nhánh được ấn định từ 553 đến 554 đến 560, bắt đầu từ 553 tại Ga Sangil-dong, là ga cuối cùng trên tuyến chính tại thời điểm khai trương. Tuy nhiên, do các ga dẫn từ Ga Dunchon-dong có thể bị nhầm lẫn với các ga kết nối phía sau Ga Sangil-dong nên chữ cái P đầu tiên của từ "Point" được sử dụng với nghĩa là một tuyến nhánh phân nhánh từ tuyến chính sau Ga Gangdong theo cách Tổng công ty Đường sắt Hàn Quốc đánh số các ga trên Tàu điện ngầm vùng thủ đô Seoul tuyến 1. Thêm P vào đầu và sử dụng các số P549 đến P555, được đánh số từ số ga 548 của Ga Gangdong.

## Bản đồ tuyến
|  |

|  |

|  |

|  |

|  |  |  |  |  |  |  |

|  |  |  |  |  |  |  |

|  |  |  |  |  |  |  |

|  |  |  |  |  |  |  |  |  |  |  |

|  |  |  |  |  |  |  |

|  |

|  |

|  |

|  |

|  |

|  |  |  |

|  |  |  |  |  |  |  |  |  |

|  |

|  |

|  |

|  |  |  |

|  |

|  |  |  |

|  |  |  |  |  |

|  |

|  |  |  |

|  |  |  |

|  |  |  |

|  |  |  |

|  |  |  |

|  |

|  |  |  |

|  |

|  |  |  |  |  |

|  |  |  |  |  |

|  |  |  |  |  |

|  |  |  |

|  |

|  |  |  |

|  |  |  |

|  |  |  |  |  |

|  |  |  |

|  |

|  |

|  |  |  |

|  |  |  |  |  |

|  |  |  |  |  |

|  |  |  |  |  |

|  |  |  |  |  |

|  |  |  |  |  |  |  |

|  |  |  |  |  |  |  |  |  |

|  |  |  |  |  |

|  |  |  |

|  |

|  |

|  |  |  |

|  |  |  |  |  |

|  |  |  |  |  |

|  |  |  |  |  |

|  |  |  |  |  |

|  |

|  |  |  |

|  |  |  |

|  |

|  |

|  |  |  |

|  |  |  |

|  |

|  |

|  |  |  |  |  |

|  |  |  |

|  |

| 40.5 |
| 0.0  |

|  |  |  |

| 41.7 |
| 1.2  |

|  |  |  |

|  |  |  |  |  |

| 43.1 |
| 2.6  |

|  |  |  |  |  |

|  |  |  |  |  |

| 44.0 |
| 3.5  |

|  |  |  |

|  |  |  |  |  |

|  |  |  |  |  |

| 44.9 |
| 4.4  |

|  |  |  |  |  |  |  |

| 44.0 |
| 5.3  |

|  |  |  |

|  |  |  |

| 45.8 |
| 6.2  |

|  |  |  |

| 46.7 |
| 7.1  |

|  |  |  |

|  |  |  |

|  |  |  |

|  |  |  |

|  |

|  |

|  |

|  |

|  |  |  |  |  |  |  |

|  |  |  |  |  |  |  |

|  |  |  |  |  |  |  |

|  |  |  |  |  |  |  |  |  |  |  |

|  |  |  |  |  |  |  |

|  |

|  |

|  |

|  |

|  |

|  |  |  |

|  |  |  |  |  |  |  |  |  |

|  |

|  |

|  |

|  |  |  |

|  |

|  |  |  |

|  |  |  |  |  |

|  |

|  |  |  |

|  |  |  |

|  |  |  |

|  |  |  |

|  |  |  |

|  |

|  |  |  |

|  |

|  |  |  |  |  |

|  |  |  |  |  |

|  |  |  |  |  |

|  |  |  |

|  |

|  |  |  |

|  |  |  |

|  |  |  |  |  |

|  |  |  |

|  |

|  |

|  |  |  |

|  |  |  |  |  |

|  |  |  |  |  |

|  |  |  |  |  |

|  |  |  |  |  |

|  |  |  |  |  |  |  |

|  |  |  |  |  |  |  |  |  |

|  |  |  |  |  |

|  |  |  |

|  |

|  |

|  |  |  |

|  |  |  |  |  |

|  |  |  |  |  |

|  |  |  |  |  |

|  |  |  |  |  |

|  |

|  |  |  |

|  |  |  |

|  |

|  |

|  |  |  |

|  |  |  |

|  |

|  |

|  |  |  |  |  |

|  |  |  |

|  |

| 40.5 |
| 0.0  |

|  |  |  |

| 41.7 |
| 1.2  |

|  |  |  |

|  |  |  |  |  |

| 43.1 |
| 2.6  |

|  |  |  |  |  |

|  |  |  |  |  |

| 44.0 |
| 3.5  |

|  |  |  |

|  |  |  |  |  |

|  |  |  |  |  |

| 44.9 |
| 4.4  |

|  |  |  |  |  |  |  |

| 44.0 |
| 5.3  |

|  |  |  |

|  |  |  |

| 45.8 |
| 6.2  |

|  |  |  |

| 46.7 |
| 7.1  |

|  |  |  |

|  |  |  |

|  |  |  |

|  |  |  |

## Ga

### Tuyến chính
| Tuyến                                        | Số ga | Tên ga                                                         | Tên ga                    | Tên ga                    | Chuyển tuyến                        | Khoảng cách | Tổng khoảng cách | Vị trí      | Vị trí          |
| Tuyến                                        | Số ga | Tiếng Anh                                                      | Hangul                    | Hanja                     | Chuyển tuyến                        | Khoảng cách | Tổng khoảng cách | Vị trí      | Vị trí          |
| -------------------------------------------- | ----- | -------------------------------------------------------------- | ------------------------- | ------------------------- | ----------------------------------- | ----------- | ---------------- | ----------- | --------------- |
| Tàu điện ngầm Seoul tuyến số 5 (Tuyến chính) | 510   | Banghwa                                                        | 방화                      | 傍花                      |                                     | 0.0         | 0.0              | Seoul       | Gangseo-gu      |
| Tàu điện ngầm Seoul tuyến số 5 (Tuyến chính) | 511   | Gaehwasan                                                      | 개화산                    | 開花山                    |                                     | 0.9         | 0.9              | Seoul       | Gangseo-gu      |
| Tàu điện ngầm Seoul tuyến số 5 (Tuyến chính) | 512   | Sân bay Quốc tế Gimpo                                          | 김포공항                  | 金浦空港                  | (902) (A05) (G109) (S13)            | 1.2         | 2.1              | Seoul       | Gangseo-gu      |
| Tàu điện ngầm Seoul tuyến số 5 (Tuyến chính) | 513   | Songjeong                                                      | 송정                      | 松亭                      |                                     | 1.2         | 3.3              | Seoul       | Gangseo-gu      |
| Tàu điện ngầm Seoul tuyến số 5 (Tuyến chính) | 514   | Magok (Home & Shopping)                                        | 마곡 (홈앤쇼핑)           | 麻谷                      |                                     | 1.1         | 4.4              | Seoul       | Gangseo-gu      |
| Tàu điện ngầm Seoul tuyến số 5 (Tuyến chính) | 515   | Balsan (Bệnh viện SNU Seoul)                                   | 발산 (에스앤유서울병원)   | 鉢山                      |                                     | 1.2         | 5.6              | Seoul       | Gangseo-gu      |
| Tàu điện ngầm Seoul tuyến số 5 (Tuyến chính) | 516   | Ujangsan                                                       | 우장산                    | 雨裝山                    |                                     | 1.1         | 6.7              | Seoul       | Gangseo-gu      |
| Tàu điện ngầm Seoul tuyến số 5 (Tuyến chính) | 517   | Hwagok                                                         | 화곡                      | 禾谷                      |                                     | 1.0         | 7.7              | Seoul       | Gangseo-gu      |
| Tàu điện ngầm Seoul tuyến số 5 (Tuyến chính) | 518   | Kkachisan                                                      | 까치산                    | 喜鵲山                    | (234-4) (Tuyến nhánh Sinjeong)      | 1.2         | 8.9              | Seoul       | Gangseo-gu      |
| Tàu điện ngầm Seoul tuyến số 5 (Tuyến chính) | 519   | Sinjeong (Eunhaengjeong)                                       | 신정 (은행정)             | 新亭 (銀杏亭)             |                                     | 1.3         | 10.2             | Seoul       | Yangcheon-gu    |
| Tàu điện ngầm Seoul tuyến số 5 (Tuyến chính) | 520   | Mok-dong                                                       | 목동                      | 木洞                      |                                     | 0.8         | 11.0             | Seoul       | Yangcheon-gu    |
| Tàu điện ngầm Seoul tuyến số 5 (Tuyến chính) | 521   | Omokgyo (Sân vận động Mokdong)                                 | 오목교 (목동운동장앞)     | 梧木橋 (木洞運動場)       |                                     | 0.9         | 11.9             | Seoul       | Yangcheon-gu    |
| Tàu điện ngầm Seoul tuyến số 5 (Tuyến chính) | 522   | Yangpyeong                                                     | 양평                      | 楊坪                      |                                     | 1.1         | 13.0             | Seoul       | Yeongdeungpo-gu |
| Tàu điện ngầm Seoul tuyến số 5 (Tuyến chính) | 523   | Văn phòng Yeongdeungpo-gu                                      | 영등포구청                | 永登浦區廳                | (236)                               | 0.8         | 13.8             | Seoul       | Yeongdeungpo-gu |
| Tàu điện ngầm Seoul tuyến số 5 (Tuyến chính) | 524   | Chợ Yeongdeungpo                                               | 영등포시장                | 永登浦市場                |                                     | 0.9         | 14.7             | Seoul       | Yeongdeungpo-gu |
| Tàu điện ngầm Seoul tuyến số 5 (Tuyến chính) | 525   | Singil                                                         | 신길                      | 新吉                      | (138)                               | 1.1         | 15.8             | Seoul       | Yeongdeungpo-gu |
| Tàu điện ngầm Seoul tuyến số 5 (Tuyến chính) | 526   | Yeouido (Shinhan Securities)                                   | 여의도 (신한투자증권)     | 汝矣島                    | (915)                               | 1.0         | 16.8             | Seoul       | Yeongdeungpo-gu |
| Tàu điện ngầm Seoul tuyến số 5 (Tuyến chính) | 527   | Yeouinaru                                                      | 여의나루                  | 汝矣渡口                  |                                     | 1.0         | 17.8             | Seoul       | Yeongdeungpo-gu |
| Tàu điện ngầm Seoul tuyến số 5 (Tuyến chính) | 528   | Mapo                                                           | 마포                      | 麻浦                      |                                     | 1.8         | 19.6             | Seoul       | Mapo-gu         |
| Tàu điện ngầm Seoul tuyến số 5 (Tuyến chính) | 529   | Gongdeok                                                       | 공덕                      | 孔德                      | (626) (K312) (A02)                  | 0.8         | 20.4             | Seoul       | Mapo-gu         |
| Tàu điện ngầm Seoul tuyến số 5 (Tuyến chính) | 530   | Aeogae                                                         | 애오개                    | 애오개                    |                                     | 1.1         | 21.5             | Seoul       | Mapo-gu         |
| Tàu điện ngầm Seoul tuyến số 5 (Tuyến chính) | 531   | Chungjeongno (Đại học Kyeonggi)                                | 충정로 (경기대입구)       | 忠正路 (京畿大入口)       | (243)                               | 0.9         | 22.4             | Seoul       | Seodaemun-gu    |
| Tàu điện ngầm Seoul tuyến số 5 (Tuyến chính) | 532   | Seodaemun (Bệnh viện Kangbuk Samsung)                          | 서대문 (강북삼성병원)     | 西大門 (江北三星病院)     |                                     | 0.7         | 23.1             | Seoul       | Jongno-gu       |
| Tàu điện ngầm Seoul tuyến số 5 (Tuyến chính) | 533   | Gwanghwamun (Trung tâm biểu diễn nghệ thuật Sejong)            | 광화문 (세종문화회관)     | 光化門 (世宗文化會館)     |                                     | 1.1         | 24.2             | Seoul       | Jongno-gu       |
| Tàu điện ngầm Seoul tuyến số 5 (Tuyến chính) | 534   | Jongno 3(sam)-ga (Công viên Tapgol)                            | 종로3가 (탑골공원)        | 鍾路3街 (탑골公園)        | (130) (329)                         | 1.2         | 25.4             | Seoul       | Jongno-gu       |
| Tàu điện ngầm Seoul tuyến số 5 (Tuyến chính) | 535   | Euljiro 4(sa)-ga                                               | 을지로4가                 | 乙支路4街                 | (204)                               | 1.0         | 26.4             | Seoul       | Jung-gu         |
| Tàu điện ngầm Seoul tuyến số 5 (Tuyến chính) | 536   | Công viên Lịch sử và Văn hóa Dongdaemun (DDP)                  | 동대문역사문화공원 (DDP)  | 東大門歷史文化公園 (DDP)  | (205) (422)                         | 0.9         | 27.3             | Seoul       | Jung-gu         |
| Tàu điện ngầm Seoul tuyến số 5 (Tuyến chính) | 537   | Cheonggu                                                       | 청구                      | 靑丘                      | (634)                               | 0.9         | 28.2             | Seoul       | Jung-gu         |
| Tàu điện ngầm Seoul tuyến số 5 (Tuyến chính) | 538   | Singeumho                                                      | 신금호                    | 新金湖                    |                                     | 0.9         | 29.1             | Seoul       | Seongdong-gu    |
| Tàu điện ngầm Seoul tuyến số 5 (Tuyến chính) | 539   | Haengdang                                                      | 행당                      | 杏堂                      |                                     | 0.8         | 29.9             | Seoul       | Seongdong-gu    |
| Tàu điện ngầm Seoul tuyến số 5 (Tuyến chính) | 540   | Wangsimni (Văn phòng Seongdong-gu)                             | 왕십리 (성동구청)         | 往十里 (城東區廳)         | (208) (K116) (K210) Tuyến Gyeongwon | 0.9         | 30.8             | Seoul       | Seongdong-gu    |
| Tàu điện ngầm Seoul tuyến số 5 (Tuyến chính) | 541   | Majang                                                         | 마장                      | 馬場                      |                                     | 0.7         | 31.5             | Seoul       | Seongdong-gu    |
| Tàu điện ngầm Seoul tuyến số 5 (Tuyến chính) | 542   | Dapsimni                                                       | 답십리                    | 踏十里                    |                                     | 1.0         | 32.5             | Seoul       | Dongdaemun-gu   |
| Tàu điện ngầm Seoul tuyến số 5 (Tuyến chính) | 543   | Janghanpyeong                                                  | 장한평                    | 長漢坪                    |                                     | 1.2         | 33.7             | Seoul       | Dongdaemun-gu   |
| Tàu điện ngầm Seoul tuyến số 5 (Tuyến chính) | 544   | Gunja (Neung-dong)                                             | 군자 (능동)               | 君子 (陵洞)               | (725)                               | 1.5         | 35.2             | Seoul       | Gwangjin-gu     |
| Tàu điện ngầm Seoul tuyến số 5 (Tuyến chính) | 545   | Achasan (Lối vào phía sau Công viên lớn dành cho Trẻ em Seoul) | 아차산 (어린이대공원후문) | 峨嵯山 (어린이大公園後門) |                                     | 1.0         | 36.2             | Seoul       | Gwangjin-gu     |
| Tàu điện ngầm Seoul tuyến số 5 (Tuyến chính) | 546   | Gwangnaru (Đại học Trưởng lão & Chủng viện Thần học)           | 광나루 (장신대)           | 廣나루 (長神大)           |                                     | 1.5         | 37.7             | Seoul       | Gwangjin-gu     |
| Tàu điện ngầm Seoul tuyến số 5 (Tuyến chính) | 547   | Cheonho (Pungnaptoseong)                                       | 천호 (풍납토성)           | 千戶 (風納土城)           | (811)                               | 2.0         | 39.7             | Seoul       | Gangdong-gu     |
| Tàu điện ngầm Seoul tuyến số 5 (Tuyến chính) | 548   | Gangdong (Bệnh viện Thánh Tâm Kangdong)                        | 강동 (강동성심병원)       | 江東                      | (Hướng đi Macheon)                  | 0.8         | 40.5             | Seoul       | Gangdong-gu     |
| Tàu điện ngầm Seoul tuyến số 5 (Tuyến chính) | 549   | Gil-dong                                                       | 길동                      | 吉洞                      |                                     | 0.9         | 41.4             | Seoul       | Gangdong-gu     |
| Tàu điện ngầm Seoul tuyến số 5 (Tuyến chính) | 550   | Gubeundari (Trung tâm cộng đồng Gangdong)                      | 굽은다리 (강동구민회관앞) | 굽은다리 (江東區民會館)   |                                     | 0.8         | 42.2             | Seoul       | Gangdong-gu     |
| Tàu điện ngầm Seoul tuyến số 5 (Tuyến chính) | 551   | Myeongil                                                       | 명일                      | 明逸                      |                                     | 0.7         | 42.9             | Seoul       | Gangdong-gu     |
| Tàu điện ngầm Seoul tuyến số 5 (Tuyến chính) | 552   | Godeok (Bệnh viện Đại học Kyung Hee tại Gangdong)              | 고덕 (강동경희대병원)     | 高德 (江東慶熙大病院)     |                                     | 1.2         | 44.1             | Seoul       | Gangdong-gu     |
| Tàu điện ngầm Seoul tuyến số 5 (Tuyến chính) | 553   | Sangil-dong                                                    | 상일동                    | 上一洞                    |                                     | 1.1         | 45.2             | Seoul       | Gangdong-gu     |
| Tuyến Hanam                                  | 554   | Gangil                                                         | 강일                      | 江一                      |                                     | 0.8         | 46.0             | Seoul       | Gangdong-gu     |
| Tuyến Hanam                                  | 555   | Misa                                                           | 미사                      | 渼沙                      |                                     | 0.8         | 47.8             | Gyeonggi-do | Hanam-si        |
| Tuyến Hanam                                  | 556   | Hanam Pungsan                                                  | 하남풍산                  | 河南豊山                  |                                     | 2.1         | 49.9             | Gyeonggi-do | Hanam-si        |
| Tuyến Hanam                                  | 557   | Tòa thị chính Hanam (Deokpung·Sinjang)                         | 하남시청 (덕풍·신장)      | 河南市廳 (德豊·新長)      |                                     | 1.3         | 51.2             | Gyeonggi-do | Hanam-si        |
| Tuyến Hanam                                  | 558   | Hanam Geomdansan                                               | 하남검단산                | 河南黔丹山                |                                     | 1.7         | 52.9             | Gyeonggi-do | Hanam-si        |

### Tuyến nhánh Macheon
| Tuyến               | Số ga | Tên ga                                                 | Tên ga                | Tên ga                | Chuyển tuyến                | Khoảng cách | Tổng khoảng cách | Vị trí | Vị trí      |
| Tuyến               | Số ga | Tiếng Anh                                              | Hangul                | Hanja                 | Chuyển tuyến                | Khoảng cách | Tổng khoảng cách | Vị trí | Vị trí      |
| ------------------- | ----- | ------------------------------------------------------ | --------------------- | --------------------- | --------------------------- | ----------- | ---------------- | ------ | ----------- |
| Tuyến nhánh Macheon | 548   | Gangdong (Bệnh viện Thánh Tâm Kangdong)                | 강동 (강동성심병원)   | 江東                  | (Hướng đi Hanam Geomdansan) | 0.8         | 40.5 (0.0)       | Seoul  | Gangdong-gu |
| Tuyến nhánh Macheon | P549  | Dunchon-dong                                           | 둔촌동                | 遁村洞                |                             | 1.2         | 41.7 (1.2)       | Seoul  | Gangdong-gu |
| Tuyến nhánh Macheon | P550  | Công viên Olympic (Đại học Thể thao Quốc gia Hàn Quốc) | 올림픽공원 (한국체대) | 올림픽公園 (韓國體大) | (936)                       | 1.4         | 43.1 (2.6)       | Seoul  | Songpa-gu   |
| Tuyến nhánh Macheon | P551  | Bangi                                                  | 방이                  | 芳荑                  |                             | 0.9         | 44.0 (3.5)       | Seoul  | Songpa-gu   |
| Tuyến nhánh Macheon | P552  | Ogeum                                                  | 오금                  | 梧琴                  | (352)                       | 0.9         | 44.9 (4.4)       | Seoul  | Songpa-gu   |
| Tuyến nhánh Macheon | P553  | Gaerong                                                | 개롱                  | 開籠                  |                             | 0.9         | 45.8 (5.3)       | Seoul  | Songpa-gu   |
| Tuyến nhánh Macheon | P554  | Geoyeo                                                 | 거여                  | 巨餘                  |                             | 0.9         | 46.7 (6.2)       | Seoul  | Songpa-gu   |
| Tuyến nhánh Macheon | P555  | Macheon                                                | 마천                  | 馬川                  |                             | 0.9         | 47.6 (7.1)       | Seoul  | Songpa-gu   |

## Ga trung chuyển
- 512 Ga sân bay Quốc tế Gimpo -  Tuyến 9 /  Đường sắt sân bay /  Gimpo Goldline /  Tuyến Seohae
- 518 Ga Kkachisan -   Tuyến 2 (Tuyến nhánh Sinjeong)
- 523 Ga Văn phòng Yeongdeungpo-gu -   Tuyến 2
- 525 Ga Singil -   Tuyến 1
- 526 Ga Yeouido -   Tuyến 9
- 529 Ga Gongdeok -   Tuyến 6 /   Đường sắt sân bay /   Tuyến Gyeongui–Jungang
- 531 Ga Chungmuro -   Tuyến 2
- 534 Ga Jongno 3(sam)-ga -   Tuyến 1 /   Tuyến 3
- 535 Ga Euljiro 4(sa)-ga -   Tuyến 2
- 536 Ga Công viên Lịch sử và Văn hóa Dongdaemun -  Tuyến 2 /  Tuyến 4
- 537 Ga Cheonggu -   Tuyến 6
- 540 Ga Wangsimni -   Tuyến 2 /  Tuyến Gyeongui–Jungang /  Tuyến Suin–Bundang
- 544 Ga Gunja -   Tuyến 7
- 547 Ga Cheonho -   Tuyến 8
- 548 Ga Gangdong -   Tuyến 5 (Ga trung chuyển Tuyến chính - Tuyến nhánh Macheon)
- P550 Ga Công viên Olympic -   Tuyến 9
- P552 Ga Ogeum -   Tuyến 3

## Vị trí
| Vận hành                   | Vị trí      | Vị trí          | Đoạn                                              | Số ga |
| -------------------------- | ----------- | --------------- | ------------------------------------------------- | ----- |
| Tổng công ty Vận tải Seoul | Seoul       | Gangseo-gu      | Banghwa (510) ~ Kkachisan (518)                   | 9     |
| Tổng công ty Vận tải Seoul | Seoul       | Yangcheon-gu    | Sinjeong (519) ~ Omokgyo (521)                    | 3     |
| Tổng công ty Vận tải Seoul | Seoul       | Yeongdeungpo-gu | Yangpyeong (522) ~ Yeouinaru (527)                | 6     |
| Tổng công ty Vận tải Seoul | Seoul       | Mapo-gu         | Mapo (528) ~ Aegogae (530)                        | 3     |
| Tổng công ty Vận tải Seoul | Seoul       | Seodaemun-gu    | Chungmuro (531) ~ Seodaemun (532)                 | 2     |
| Tổng công ty Vận tải Seoul | Seoul       | Jongno-gu       | Gwanghwamun (533) ~ Jongno 3(sam)-ga (534)        | 2     |
| Tổng công ty Vận tải Seoul | Seoul       | Jung-gu         | Euljiro 4(sa)-ga (535) ~ Cheonggu (537)           | 3     |
| Tổng công ty Vận tải Seoul | Seoul       | Seongdong-gu    | Singeumho (538) ~ Majang (541)                    | 4     |
| Tổng công ty Vận tải Seoul | Seoul       | Dongdaemun-gu   | Dapsimni (542) ~ Janghanpyeong (543)              | 2     |
| Tổng công ty Vận tải Seoul | Seoul       | Gwangjin-gu     | Gunja (544) ~ Gwangnaru (546)                     | 3     |
| Tổng công ty Vận tải Seoul | Seoul       | Gangdong-gu     | Cheonho (547) ~ Gangil (554), Dunchon-dong (P549) | 9     |
| Tổng công ty Vận tải Seoul | Seoul       | Songpa-gu       | Công viên Olympic (P550) ~ Macheon (P555)         | 6     |
| Tổng công ty Vận tải Seoul | Gyeonggi-do | Hanam-si        | Misa (555) ~ Hanam Geomdansan (558)               | 4     |